# De Brug (Zemst)
De Brug is een historisch gehucht in Zemst, gelegen op de grens van de provincie Antwerpen en de provincie Vlaams-Brabant aan de Zenne. Het gehucht is op een paar huizen na helemaal verdwenen, omdat het in de jaren 70 grotendeels werd onteigend voor het aanleggen van de E19. Nu is het dus gewoon een buurt in Zemst-centrum.

## Locatie
De Brug is gelegen aan de oude Brusselsesteenweg, als men van Zemst richting Mechelen rijdt, is dit het straatje schuin links. Er ligt nog steeds een brug over de Zenne waar vroeger de hoofdbrug lag, deze brug leidt nu enkel naar een onverharde weg richting de Kapel van Onze-Lieve-Vrouw in 't Hammekke, en volgt daarna de Zennedijk. Aan de Zemstkant van de brug wonen nog 9 gezinnen en zijn twee bedrijven gevestigd, aan de  Mechelse kant van de brug wonen ook nog 2 gezinnen.

## Geschiedenis
Sinds eeuwen had de familie Van Asbroeck in dit gehucht veel eigendom, waarvoor zij tijdens het ancien régime cijns betaalden. Een van de grote pachters in de 19e eeuw was Joannes Baptist Van Asbroeck, die een grote boerderij had die onderdak voor 25 mensen verschafte.
Op 24 augustus 1914 bezetten de Belgische troepen na een kleine overwinning op de Uhlanen tijdelijk het gehucht. Ze sliepen in de huizen van de inwoners en de officieren bespraken daar het verdere verloop van de gevechten en bepaalden de frontlijn.
Deelgemeenten: Elewijt · Eppegem · Hofstade · Weerde · Zemst

Overige dorpen en gehuchten: De Brug · Kleempoel · Werfheide · Wormelaar · Zemst-Bos · Zemst-Laar · Zwartland

Belgische gemeenten · Arrondissement Halle-Vilvoorde · Vlaams-Brabant · Vlaanderen